# SJ Yp
De YP waren dieselmechanische motorwagens voor het regionaal personenvervoer op het 891 mm smalspoornet van de Statens Järnvägar (SJ). Ze zijn niet te verwarren met de motorwagens uit de type Yo1p

## Geschiedenis
Het treinstel van de Y6 werden tussen de jaren 1930 en 1940 voor Statens Järnvägar (SJ) ontworpen en geproduceerd door Hilding Carlsson ter vervanging van oude Hilding Carlssontreinen. Het werd in Zweden de grootste serie treinen uit die tijd.
Tevens waren er normaalspoormotorwagens waren verdeeld in de dieselmotorwagens van de serie Y 6, Y 7 en Y 8 en de elektrische motorwagens van de serie X 16 en X 17.

## Constructie en techniek
De wielen hadden een kleinere diameter dan gebruikelijk. Van deze motorwagens was alleen het interieur verschillend.
Er konden tot zes eenheden in treinschakeling rijden.

### Bijwagens
In totaal werden in totaal 321 bijwagens van 14 verschillende types met en zonder stuurstand gebouwd.

### Nummers
De treinen werden door de Statens Järnvägar (SJ) als volgt genummerd.
| Lijst van de serie YP                |        |                        |           |          |             |
| Nummer                               | Aantal | Eigenaar               | Fabrikant | Type     | Opmerkingen |
| 801, 804, 873 874, 884, 888 893, 900 | 9      | Statens Järnvägar (SJ) | HS        | SJ YP    |             |
| 2133                                 | 1      | Statens Järnvägar (SJ) | HS        | SJ UBYP  |             |
| 1791, 1793                           | 2      | Statens Järnvägar (SJ) | HS        | SJ UBFYP |             |
| 2125, 2128                           | 2      | Statens Järnvägar (SJ) | HS        | SJ UBFYP |             |

## Treindiensten
De treinstellen werden door de Statens Järnvägar (SJ) ingezet vanuit de volgende steunpunten.
- Td Norrköping/dvst Växjö: traject Växjö – Västervik